# Prêmio Sophie Germain
O Prêmio Sophie Germain (em francês:  Prix Sophie Germain) é um prêmio de matemática concedido desde 2003 pela Académie des Sciences. Sua denominação é uma homenagem a Sophie Germain, dotado com 8 mil Euros (situação em 2014).

## Recipientes
- 2003 Claire Voisin
- 2004 Henri Berestycki
- 2005 Jean-François Le Gall
- 2006 Michael Harris
- 2007 Ngô Bảo Châu
- 2008 Håkan Eliasson
- 2009 Nessim Sibony
- 2010 Guy Henniart
- 2011 Yves Le Jan
- 2012 Lucien Birgé
- 2013 Albert Fathi[1]
- 2014 Bernhard Keller
- 2015 Carlos Simpson
- 2016 François Ledrappier
- 2017 Xiaonan Ma[2]
- 2018 Isabelle Gallagher[3]
- 2019 Bertrand Toën[4]
- 2020 Georges Skandalis
- 2021 Étienne Fouvry
- 2022 Thierry Bodineau
- 2023 Pierre Schapira